# Leichtathletik-Länderkämpfe mit bundesdeutscher Beteiligung 1954
| Leichtathletik-Länderkämpfe mit bundesdeutscher Beteiligung 1954 | Leichtathletik-Länderkämpfe mit bundesdeutscher Beteiligung 1954 | Leichtathletik-Länderkämpfe mit bundesdeutscher Beteiligung 1954 | Leichtathletik-Länderkämpfe mit bundesdeutscher Beteiligung 1954 |
| ---------------------------------------------------------------- | ---------------------------------------------------------------- | ---------------------------------------------------------------- | ---------------------------------------------------------------- |
|                                                                  |                                                                  |                                                                  |                                                                  |
| 1. Länderkampf, 1954, Männer: ESP – FRG                          |                                                                  |                                                                  |                                                                  |
| Madrid 15./16. Mai 1954                                          | Madrid 15./16. Mai 1954                                          | 1. FRG 2. ESP                                                    | 117 P 61 P                                                       |
| 2. Länderkampf 1954, Straßenlauf (M): FRG – AUT – SUI            |                                                                  |                                                                  |                                                                  |
| Nördlingen 30. Mai 1954                                          | Nördlingen 30. Mai 1954                                          | 1. FRG 2. SUI 3. AUT                                             | 5:14:50 h 5:19:40 h 5:23:12 h                                    |
| 3. Länderkampf 1954, Frauen: FRG – ITA                           |                                                                  |                                                                  |                                                                  |
| München 3. Juli 1954                                             | München 3. Juli 1954                                             | 1. FRG 2. ITA                                                    | 69 P 38 P                                                        |
| 4. Länderkampf 1954, Gehen (M): DNK – FRG                        |                                                                  |                                                                  |                                                                  |
| Omme 4. Juli 1954                                                | Omme 4. Juli 1954                                                | 1. FRG 2. DNK                                                    | 23 P 21 P                                                        |
| 5. Länderkampf 1954, Männer: FRG – SUI                           |                                                                  |                                                                  |                                                                  |
| Ludwigshafen 14./15. August 1954                                 | Ludwigshafen 14./15. August 1954                                 | 1. FRG 2. SUI                                                    | 131 P 92 P                                                       |
| 6. Länderkampf 1954, Frauen: FRG – SUI                           |                                                                  |                                                                  |                                                                  |
| Ludwigshafen 14./15. August 1954                                 | Ludwigshafen 14./15. August 1954                                 | 1. FRG 2. SUI                                                    | 77 P 29 P                                                        |
| 7. Länderkampf 1954, Männer: LUX – FRG                           |                                                                  |                                                                  |                                                                  |
| Düdelingen 15. August 1954                                       | Düdelingen 15. August 1954                                       | 1. FRG 2. LUX                                                    | 113 P 55 P                                                       |
| 8. Länderkampf 1954, Männer: FRG – NLD                           |                                                                  |                                                                  |                                                                  |
| Hamm 15. August 1954                                             | Hamm 15. August 1954                                             | 1. FRG 2. NLD                                                    | 177 P 130 P                                                      |
| 9. Länderkampf 1954, Frauen: FRG – NLD                           |                                                                  |                                                                  |                                                                  |
| Hamm 15. August 1954                                             | Hamm 15. August 1954                                             | 1. FRG 2. NLD                                                    | 68 P 35 P                                                        |
| 10. Länderkampf 1954, Männer: FRG – DNK                          |                                                                  |                                                                  |                                                                  |
| Bremen 21./22. August 1954                                       | Bremen 21./22. August 1954                                       | 1. FRG 2. DNK                                                    | 128 P 85 P                                                       |
| 11. Länderkampf 1954, Männer: FRA – FRG                          |                                                                  |                                                                  |                                                                  |
| Paris 11./12. September 1954                                     | Paris 11./12. September 1954                                     | 1. FRG 2. FRA                                                    | 121 P 83 P                                                       |
| 12. Länderkampf 1954, Männer: FRG – FIN                          |                                                                  |                                                                  |                                                                  |
| Dortmund 18./19. September 1954                                  | Dortmund 18./19. September 1954                                  | 1. FRG 2. FIN                                                    | 108 P 106 P                                                      |
| 13. Länderkampf 1954. Männer: JPN – FRG                          |                                                                  |                                                                  |                                                                  |
| Tokio 9./10. Oktober 1954                                        | Tokio 9./10. Oktober 1954                                        | 1. FRG 2. JPN                                                    | 104 P 75 P                                                       |
| Chronik                                                          |                                                                  |                                                                  |                                                                  |
| ← Länderkämpfe 1953                                              | ← Länderkämpfe 1953                                              | Länderkämpfe 1955 →                                              | Länderkämpfe 1955 →                                              |

Im Jahr 1954 wurden dreizehn Leichtathletikländerkämpfe mit bundesdeutscher Beteiligung ausgetragen. Das waren zwei weniger als im Vorjahr, aber es war die zweithöchste Zahl von Vergleichen seit dem Beginn dieser Begegnungen im Jahr 1921.
Aufgeführt sind hier die Länderkämpfe bundesdeutscher Leichtathleten. Die Sportler der DDR führten nach der deutschen Teilung im Jahr 1949 eigene Veranstaltungen durch.
Nur drei Vergleiche blieben den Frauen vorbehalten. Von den zehn Begegnungen der Männer wurde eine im Bereich Gehen und eine zweite im Bereich Straßenlauf durchgeführt. Die restlichen acht Aufeinandertreffen der Männern fanden wie gewohnt in Veranstaltungen mit einer Mischung allgemeiner leichtathletischer Disziplinen statt.

## Bilanz
Ausnahmslos alle Länderkämpfe der Saison 1954 wurden von den bundesdeutschen Leichtathleten siegreich gestaltet.
Die Männer hatten damit am Ende der Saison in ihren seit dem ersten Länderkampf 1921 insgesamt 99 Vergleichen 85 Siege erzielt und vierzehn Niederlagen erlitten. Nur gegen die USA hatte Deutschland weiterhin noch keinen Erfolg vorzuweisen und war diesem Gegner beim einzigen Vergleich im Jahr 1938 unterlegen. Die bisher ausgeglichene Bilanz gegen Finnland konnte durch den hauchdünnen Erfolg im zwölften und vorletzten Länderkampf des Jahres in einen knappen Vorsprung umgewandelt werden. Alle weiteren Bilanzen mit anderen Nationen außer Schweden (negativ) waren positiv und außer gegen England 1937 hatte es keine weitere Niederlage gegeben. 
Die Frauen bauten ihre positive Bilanz mit drei Siegen in ihren drei Vergleichen weiter aus. Seit dem ersten Frauenländerkampf 1928 hatten sie nun 22 Siege errungen, dagegen standen vier Niederlagen. Verloren hatten sie zweimal gegen England, einmal gegen das Britische Empire und gegen Großbritannien. Siege hatte es gegeben gegen England, Japan, Italien, Österreich, Jugoslawien, die Niederlande, die Schweiz und Polen. Eine negative Bilanz hatten Deutschlands Leichtathletinnen somit nur gegen England, Großbritannien und das Britische Empire.
In der Gesamtsumme aller Länderkämpfe mit deutscher Beteiligung hatten Deutschlands Leichtathleten von 125 Vergleichen 107 gewonnen und achtzehn verloren. Zwei der Niederlagen stammten dabei aus zweiten Plätzen in von Schweden siegreich gestalteten Länderkämpfen mit mehr als zwei Nationen und eine weitere aus dem von den Niederlanden gewonnenen Straßenlaufwettkampf in der Saison 1951.

## Wertungsmodus
Die Regeln zur Punktevergabe in den Einzeldisziplinen wurden in nun allen Länderkämpfen unter zwei Nationen nach dem üblichen Wertungssystem angewendet, das heißt: Pl. 1: 5 P, Pl. 2: 3 P, …, Pl. 4: 1 P. In weiteren Begegnungen mussten aufgrund anderer Rahmenbedingungen – mehr als zwei Teilnehmer je Nation in der Wertung oder mehr als ein Gegnerland – andere Regeln zur Punktevergabe zur Anwendung kommen. In den Staffeln wurden die Punkte in den verschiedenen Aufeinandertreffen in unterschiedlicher Form vergeben, hier gab es drei unterschiedliche Ansätze zur Verteilung der Punkte: (1) fünf zu drei / (2) fünf zu zwei / (3) drei zu eins.

## Länderkampf der Männer gegen Spanien
Schon früh in der Saison kam es zum ersten Länderkampf bundesdeutscher Leichtathleten. Am 15./16. Mai trafen die Männer auf Premierengegner Spanien. Austragungsort war die spanische Hauptstadt Madrid. In den Einzeldisziplinen wurde nach dem üblichen Standard gewertet, in den Staffeln wurden die Punkte mit fünf zu drei verteilt. Die Bundesrepublik Deutschland gewann den Vergleich sehr deutlich mit 117 zu 62 Punkten.

## Straßenlauf-Länderkampf der Männer gegen Österreich und die Schweiz
In der zweiten Länderbegegnung des Jahres 1954 stand mit dem Straßenlauf wieder ein Vergleich auf dem Programm, der speziell auf eine Disziplin bezogen war. Am 30. Mai trafen sich Deutschland, die Schweiz und Österreich in Nördlingen in der Schwäbischen Alb zu einem Drei-Länderkampf. In die Wertung des Rennens über dreißig Kilometer kamen die jeweils drei besten Läufer von vier Startern je Nation. Das Resultat ergab sich durch Addition der durch die gewerteten Athleten erzielten Zeiten. Mit knapp fünf Minuten Vorsprung lagen die bundesdeutschen Läufer am Ende vor den Vertretern aus der Schweiz. Etwas mehr als dreieinhalb Minuten dahinter belegte Österreich den dritten Platz.

## Länderkampf der Frauen gegen Italien
Den dritten Ländervergleich der Saison 1954 trugen die bundesdeutschen Frauen gegen Italien aus. Zum vierten Mal fand diese Begegnung statt, zuvor hatte Deutschland jeden dieser Länderkämpfe siegreich beendet. Am 3. Juli 1954 trafen sich die Athletinnen beider Länder in München. Auch diesmal entschieden die bundesdeutschen Sportlerinnen das Aufeinandertreffen mit 69 zu 38 Punkten sehr deutlich für sich.

## Geher-Länderkampf der Männer gegen Dänemark
Speziell auf eine Disziplin bezogen war die vierte Begegnung in der Saison 1954. Einen Tag nach dem Länderkampf der Frauen gegen Italien trafen die bundesdeutschen Geher am 4. Juli zum zweiten Mal auf Dänemark. Austragungsort war der dänische Ort Omme. Den Vergleich im Vorjahr hatte die Bundesrepublik Deutschland für sich entschieden. Die Regeln waren dieselben wie beim letzten Mal. Von vier Startern je Land in den beiden Wettbewerben über zehn und 25 Kilometer kamen die jeweils besten drei in die Wertung. Der erste Rang brachte sieben Punkte, der zweite fünf, der dritte vier usw. Der sechste Platz wurde noch mit einem Punkt belohnt. Die Bundesrepublik gewann den Länderkampf diesmal äußerst knapp mit 23 zu 21 Punkten.

## Länderkampf der Männer gegen die Schweiz
Im fünften Vergleich der Saison 1954 führten die Männer die vom Beginn der Geschichte mit deutschen Leichtathletik-Länderkämpfen im Jahr 1921 bis einschließlich 1938 geübte und ab 1951 wieder aufgenommene Tradition von alljährlichen Begegnungen mit der Schweiz weiter fort. In diesem Jahr fand das Aufeinandertreffen am 14./15. August in Ludwigshafen am Rhein statt. Es war der bereits 21. Vergleich der beiden Länder und gleichzeitig wurde wie im Vorjahr gemeinsam mit den Männern ein Länderkampf der Frauen am selben Ort gegen denselben Gegner durchgeführt. Gewertet wurde in den Einzeldisziplinen nach dem Standardsystem, in den Staffeln mit fünf zu drei Punkten. Wie in allen früheren Begegnungen mit der Schweiz lagen Deutschlands Leichtathleten vorn, diesmal mit 131 zu 92 Punkten.
An diesem Wochenende fanden mit den Begegnungen gegen Luxemburg in Düdelingen und gegen die Niederlande in Hamm zwei weitere Länderkämpfe der Männer statt, die somit für diese Vergleich drei unterschiedliche Mannschaften stellen mussten. Alle drei Begegnungen wurden siegreich beendet. Die Frauen traten gemeinsam mit den Männern an diesem Wochenende gegen Schweiz und die Niederlande an. Auch sie entschieden ihre beiden parallelen Aufeinandertreffen mit zwei unterschiedlichen Teams jeweils für sich.

## Länderkampf der Frauen gegen die Schweiz
Den sechsten Vergleich des Jahres trugen die Leichtathletinnen der Bundesrepublik Deutschland in einer gemeinsamen Veranstaltung mit den Männern in Ludwigshafen gegen die Schweiz aus. Am 14./15. August traten die Frauen ebenfalls gegen die Schweiz an. Gewertet wurde in den Einzeldisziplinen nach dem Standardsystem, in den Staffeln abweichend von der Begegnung der Männer mit fünf zu zwei Punkten. Auch ihr viertes Aufeinandertreffen mit der Schweiz gewannen Deutschlands Leichtathletinnen diesmal hoch überlegen mit 77 zu 29 Punkten.

## Länderkampf der Männer gegen Luxemburg
Der siebte Vergleich des Jahres führte die bundesdeutschen Männer in die luxemburgische Stadt Düdelingen zu ihrer nun fünften Begegnung mit den Leichtathleten aus Luxemburg. Zwei andere Teams trugen am selben Wochenende Länderkämpfe gegen die Schweiz bzw. die Niederlande aus. In der Begegnung mit Luxemburg wurde die Einzelwettbewerbe wie üblich nach dem Standardsystem gewertet, in den Staffeln wurden fünf zu drei Punkte vergeben. Auch diesmal gab es mit 113 zu 55 Punkten einen sehr klaren bundesdeutschen Erfolg.

## Länderkampf der Männer gegen die Niederlande
Den achten Vergleich der Saison 1954 bestritten die Männer am 15. August in Hamm gegen die Niederlande. Die Veranstaltung fand gleichzeitig mit dem Länderkampf der Frauen gegen denselben Gegner sowie den beiden Männer-Begegnungen mit der Schweiz bzw. Luxemburg statt. Für die Männer war es das dritte Aufeinandertreffen mit den Niederländern in einem Wettkampf mit dem allgemeinen leichtathletischen Programm. Beide vorangegangenen Begegnungen hatte Deutschland gewonnen. Außerdem hatte es 1951 einen Straßenlauf gegeben, in dem sich die Niederländer durchgesetzt hatten. In diesem Jahr traten die beiden Mannschaften in Hamm mit jeweils drei Athleten pro Disziplin an, sodass die Standardwertung nicht zur Anwendung kommen konnte. Stattdessen brachte Rang eins in der Einzelwertung sieben Punkte, Rang zwei fünf, Rang drei vier usw. Rang sechs wurde noch mit einem Punkt belohnt. In den Staffeln wurden die Punkte mit sieben zu vier verteilt. In der Endabrechnung lag die Bundesrepublik Deutschland mit 177 zu 130 Punkten vorn.

## Länderkampf der Frauen gegen die Niederlande
Den neunten Länderkampf der Saison 1954 trugen die Frauen am 15./16. August 1954 in Hamm parallel zu den Männern gegen die Niederlande aus, ihren bereits sechsten mit diesem Gegner. Ein weiteres Frauenteam führte am selben Wochenende einen Vergleich mit der Schweiz durch. In der Veranstaltung in Hamm wurde in den Einzeldisziplinen wie bei den Männern nach dem Standardsystem gewertet, in der Staffel mit drei zu eins Punkten. In der Gesamtwertung fuhren die Frauen mit 68 zu 35 Punkten ihren sechsten Sieg gegen die Niederländerinnen ein.

## Länderkampf der Männer gegen Dänemark
Der zehnte Vergleich des Jahres brachte den Männern ihr viertes Aufeinandertreffen mit Dänemark in einem Wettkampf mit dem allgemeinen leichtathletischen Programm. Am 21./22. August trafen sich die Vertreter beider Länder in Bremen. Eine erste Begegnung der beiden Länder in dieser Saison hatte es am 4. Juli im dänischen Omme gegeben, wo die Geher einen Vergleich ausgetragen hatten. Hier in Bremen wurde in den Einzeldisziplinen wieder die Standardwertung angewendet. In den Staffeln wurden die Punkte mit fünf zu drei vergeben. Zum vierten Mal setzten sich Deutschlands Leichtathleten durch, diesmal mit 128 zu 85 Punkten.

## Länderkampf der Männer gegen Frankreich
Im elften Vergleich des Jahres gab es nach fünfzehn Jahren auch wieder eine Begegnung mit Frankreich. Das letzte Aufeinandertreffen der beiden Länder hatte kurz vor dem Zweiten Weltkrieg am 2. Juli 1939 in München stattgefunden. Nun traten die Männer beider Länder am 11./12. September in der französischen Hauptstadt Paris an. In den Einzeldisziplinen wurden die Punkte standardmäßig verteilt, in der Staffel mit drei zu eins. In ihrem dritten Wettkampf mit Frankreich siegten die bundesdeutschen Sportler am Ende mit 121 zu 83 Punkten.

## Länderkampf der Männer gegen Finnland
Auch im zwölften Vergleich des Jahres trafen die bundesdeutschen Leichtathleten mit Finnland wieder auf einen Gegner, mit dem es nach dem Zweiten Weltkrieg noch keinen Länderkampf gegeben hatte. Die letzte Begegnung lag schon neunzehn Jahre zurück und hatte am 24./25. August in Helsinki stattgefunden. Das Treffen der Saison 1954 fand am 18./19. September in Dortmund statt, es war das dritte dieser beiden Nationen. In den Einzelwettbewerben wurde standardmäßig gewertet, in den Staffeln mit fünf zu drei Punkten. Die Bundesrepublik Deutschland siegte mit hauchdünn 108 zu 106 Punkten und brachte den Länderkampfstand mit Finnland damit auf zwei zu eins für das deutsche Team.

## Länderkampf der Männer gegen Japan
Im dreizehnten und letzten Vergleich des Jahres stand nach 25 Jahren im Rahmen einer Japan-Reise wieder ein Länderkampf gegen die japanischen Männer auf dem Programm. Das letzte Aufeinandertreffen hatte es am 5./6. Oktober 1929 in Tokio gegeben. Japans Hauptstadt war auch im diesjährigen Vergleich der beiden Länder am 9./10. Oktober Gastgeber. In den Einzelwettbewerben wurde nach Standard gewertet, in den Staffeln mit fünf zu zwei Punkten. Die Bundesrepublik Deutschland gewann dieses zweite Treffen deutlich mit 105 zu 75 Punkten.